# Онянов, Леонид Васильевич
Леонид Васильевич Онянов (17 августа 1898 года, с. Лёнва, Соликамский уезд, Пермская губерния — 31 октября 1966 года, Москва) — советский разведчик. Генерал-лейтенант (29.07.1944).

## Биография
Родился в семье рабочих. В РККА с 1918 года. Член ВКП(б) с 1919 года.

### Образование
Окончил экстерном гимназию в Перми (1916), одногодичные вечерние технические курсы (1916), Высшую стрелковую школу в Москве (1920—1921), подготовительный курс Военной академии РККА (1921—1922), Московскую Высшую военно-педагогическую школу (1922—1924), Курсы усовершенствования командного состава при Военно-топографической школе РККА (1931), Специальный факультет Военной академии им. М. В. Фрунзе (1934—1937).

### Военная деятельность
Участник Гражданской войны (1919—1921) в составе 5-й дивизии Восточного фронта. Воевал с армией Колчака, сражался с бандами. В 37-м стрелковом полку 5-й дивизии: курсант полковой школы, командир отделения, помощник командира, командир взвода, комиссар батальона, помощник командира роты, заведующий полковой разведкой (ноябрь 1918 — октябрь 1920).
Младший, старший помощник начальника штаба 6-го боеучастка (июль — ноябрь 1921). Штатный преподаватель, руководитель по топографии 6-й объединенной Татаро-Башкирской военной школы им. ТатЦИК (август 1924 — ноябрь 1931), помощник начальника сектора 7-го (топографического) управления штаба РККА (ноябрь 1931 — декабрь 1934).
В Разведывательном управлении РККА: в распоряжении Управления (сентябрь 1937 — июль 1938), секретный уполномоченный 1-го (западного) отдела (июль 1938 — апрель 1939), начальник редакционно-издательского отделения (апрель 1939 — сентябрь 1940), редакционно-издательского отделения информационного отдела (сентябрь — октябрь 1940), заместитель начальника того же отдела (октябрь 1940 — июнь 1941), сотрудник для особых поручений отдела кадров с июня 1941 года.
Участник Великой Отечественной войны. Возглавлял информационно-аналитические подразделения военной разведки. Начальник 3-го отдела Управления войсковой разведки Генерального штаба Красной Армии, преобразованного в ГРУ Генштаба Красной Армии (1942—1945).
После войны продолжал службу в ГРУ (начальник разведывательного факультета Военной академии им. М. В. Фрунзе), читал лекции по разведывательной подготовке.

## Награды
- Орден Ленина.
- 3 ордена Красного Знамени.
- Орден Суворова II степени
- Орден Кутузова II степени
- Орден Богдана Хмельницкого II степени
- Орден Отечественной войны I степени